# 安乐街道 (洛阳市)
安乐街道，是中华人民共和国河南省洛陽市洛龙区下辖的一个乡镇级行政单位。
原为安乐镇，2022年9月撤镇设街道。

## 行政区划
安乐街道下辖以下地区：
安乐村、曙光村、狮子桥村、郑村、赵村、栖霞宫村、茹凹村、东岗村、中岗村、西岗村、王庄村、水磨村、新村、董庄村、聂湾村和军屯村。